# Nuoto pinnato ai I Giochi del Mediterraneo sulla spiaggia
Il nuoto di fondo ai I Giochi del Mediterraneo sulla spiaggia si è svolto dal 1º settembre al 3 settembre 2015 a Pescara, in Italia. 

## Discipline
In programma, complessivamente, si sono svolte 18 gare di nuoto in piscina e 5 di nuoto in acque libere, per un complessivo di 23 eventi.
| Disciplina                    | Masc. | Femm. | Miste | Tot. |
| ----------------------------- | ----- | ----- | ----- | ---- |
| Nuoto pinnato in piscina      | 9     | 9     | 0     | 18   |
| Nuoto pinnato in acque libere | 2     | 2     | 1     | 5    |
| Totale                        | 11    | 11    | 1     | 23   |

## Sedi di gara
Le gare in piscina si sono disputate presso le Piscine Le Naiadi, mentre quelle in acque libere nel Mare Adriatico, nella zona antistante lo Stadio del Mare di Pescara.

## Medagliere
La nazione ospitante è evidenziata
| Posizione | Paese   | Oro | Argento | Bronzo | Totale |
| --------- | ------- | --- | ------- | ------ | ------ |
| 1         | Italia  | 15  | 9       | 7      | 31     |
| 2         | Francia | 4   | 2       | 4      | 10     |
| 3         | Grecia  | 3   | 2       | 3      | 8      |
| 4         | Algeria | 1   | 0       | 1      | 2      |
| 5         | Egitto  | 0   | 4       | 3      | 7      |
| 6         | Tunisia | 0   | 2       | 5      | 7      |
| 7         | Turchia | 0   | 2       | 0      | 2      |
| 8         | Spagna  | 0   | 1       | 0      | 1      |
| 9         | Serbia  | 0   | 1       | 0      | 1      |
| Totale    | Totale  | 23  | 23      | 23     | 69     |